# Albizia obbiadensis
Albizia obbiadensis är en ärtväxtart som först beskrevs av Emilio Chiovenda, och fick sitt nu gällande namn av John Patrick Micklethwait Brenan. Albizia obbiadensis ingår i släktet Albizia och familjen ärtväxter. Inga underarter finns listade i Catalogue of Life.